# Список наград и номинаций 2NE1
Список наград корейской поп-группы 2NE1 включает в себя премии и номинации, полученные группой с момента начала её музыкальной карьеры в 2009 году. Дебютный мини-альбом группы 2NE1 возглавил альбомный хит-парад Кореи, а песни «Fire» и «I Don’t Care» — одними из самых продаваемых в 2009 году. Последовавшие релизы — студийный альбом To Anyone, второй EP 2NE1 (2011) с хитом «I Am the Best» и Crush также принесли первые места в хит-парадах и награды.

## allkpop Awards
| Год  | Работа          | Категория                  | Результат |
| ---- | --------------- | -------------------------- | --------- |
| 2010 | «Can’t Nobody»  | Песня года                 | Номинация |
| 2010 | «Can’t Nobody»  | Лучшая женская группа      | Победа    |
| 2010 | «Go Away»       | Лучшая хореография         | Номинация |
| 2010 | Пак Сандара     | Лучший артист в соц. сетях | Номинация |
| 2011 | «I Am the Best» | Песня года                 | Номинация |
| 2011 | «I Am the Best» | Лучшая хореография         | Номинация |
| 2011 | «I Am the Best» | Лучшая женская группа      | Победа    |
| 2011 | Пак Сандара     | Лучший артист в соц. сетях | Номинация |
| 2011 | Пак Бом         | Лучшая певица (соло)       | Номинация |
| 2012 | «I Love You»    |                            |           |
| 2012 | «I Love You»    | Лучшее живое исполнение    | Победа    |
| 2012 | Blackjacks      | Лучшая фанбаза             | Победа    |
| 2013 | «Missing You»   | Лучшая женская группа      | Номинация |
| 2013 | CL              | Лучшая певица (соло)       | Номинация |
| 2013 | Blackjacks      | Лучшая фанбаза             | Номинация |

## Asia Song Festival
| Год  | Работа | Категория                | Результат |
| ---- | ------ | ------------------------ | --------- |
| 2009 | 2NE1   | Лучший азиатский новичок | Победа    |

## Bugs Music Awards
| Год  | Работа            | Премия                | Результат |
| ---- | ----------------- | --------------------- | --------- |
| 2010 | «Clap Your Hands» | Песня года            | Номинация |
| 2010 | «Can’t Nobody»    | Лучший видеоклип      | Номинация |
| 2010 | 2NE1              | Лучший Идол           | Номинация |
| 2011 | 2NE1              | Лучшая женская группа | Номинация |

## China Music Awards
| Год  | Работа | Категория                             | Результат |
| ---- | ------ | ------------------------------------- | --------- |
| 2013 | 2NE1   | Самая популярная международная группа | Номинация |

## Cyworld Digital Music Awards
| Год  | Работа                  | Категория                     | Результат |
| ---- | ----------------------- | ----------------------------- | --------- |
| 2009 | «Lollipop» (с Big Bang) | Песня месяца (апрель)         | Победа    |
| 2009 | «Fire»                  | Песня месяца (май)            | Победа    |
| 2009 | «I Don’t Care»          | Песня месяца (июль)           | Победа    |
| 2009 | 2NE1                    | Новичок месяца (май)          | Победа    |
| 2009 | 2NE1                    | Bonsang                       | Победа    |
| 2009 | 2NE1                    | Новичок года (группа)         | Победа    |
| 2009 | 2NE1                    | Исполнитель года              | Победа    |
| 2009 | 2NE1                    | Самый продаваемый исполнитель | Победа    |
| 2009 | «I Don’t Care»          | Песня года                    | Победа    |
| 2010 | «Go Away»               | Песня месяца (сентябрь)       | Победа    |
| 2011 | «Lonely»                | Песня месяца (май)            | Победа    |

## Dosirak
| Год  | Работа    | Категория   | Результат |
| ---- | --------- | ----------- | --------- |
| 2010 | To Anyone | Альбом года | Победа    |

## Eatyourkimchi Awards
| Год  | Работа | Категория             | Результат |
| ---- | ------ | --------------------- | --------- |
| 2012 | 2NE1   | Лучшая женская группа | Победа    |
| 2013 | 2NE1   | Лучшая женская группа | Номинация |
| 2013 | CL     | Лучшее соло           | Номинация |

## Gaon Chart Kpop Awards
| Год  | Работа | Категория               | Результат |
| ---- | ------ | ----------------------- | --------- |
| 2011 | 2NE1   | Исполнитель года (май)  | Победа    |
| 2012 | 2NE1   | Исполнитель года (июль) | Победа    |
| 2013 | 2NE1   | World Hallyu Star       | Победа    |

## Golden Disk Awards
| Год  | Работа      | Категория                | Результат |
| ---- | ----------- | ------------------------ | --------- |
| 2009 | 2NE1        | Награда за популярность  | Номинация |
| 2009 | 2NE1        | Новичок                  | Номинация |
| 2009 | «Fire»      | Digital Bonsang          | Номинация |
| 2010 | 2NE1        | Награда за популярность  | Номинация |
| 2010 | To Anyone   | Альбом Bonsang           | Номинация |
| 2011 | 2NE1        | Награда за популярность  | Номинация |
| 2011 | 2NE1        | Альбом Bonsang           | Номинация |
| 2012 | 2NE1        | Награда за популярность  | Номинация |
| 2012 | 2NE1        | MSN Southeast Asia Award | Номинация |
| 2012 | 2NE1        | MSN International Award  | Номинация |
| 2012 | I Love You  | Digital Bonsang          | Победа    |
| 2013 | 2NE1        | Награда за популярность  | Победа    |
| 2013 | Missing You | Digital Bonsang          | Победа    |

## GQ Awards
| Год  | Работа         | Категория         | Результат |
| ---- | -------------- | ----------------- | --------- |
| 2009 | 2NE1           | This Year’s Stage | Победа    |
| 2009 | «I Don’t Care» | Песня года        | Победа    |
| 2009 | 2NE1           | Альбом года       | Победа    |

## Hottracks Music Awards
| Год  | Работа          | Категория                               | Результат |
| ---- | --------------- | --------------------------------------- | --------- |
| 2010 | «Can’t Nobody»  | Лучшая танцевальная и электронная песня | Победа    |
| 2011 | «I Am the Best» | Песня года                              | Победа    |

## Japan Record Awards
| Год  | Работа | Категория                | Результат |
| ---- | ------ | ------------------------ | --------- |
| 2011 | 2NE1   | Новый исполнитель        | Победа    |
| 2011 | 2NE1   | Лучший новый исполнитель | Номинация |

## Korea Best Dresser
| Год  | Работа | Категория     | Результат |
| ---- | ------ | ------------- | --------- |
| 2010 | 2NE1   | Лучшая певица | Номинация |

## Korean Music Awards
| Год  | Работа          | Категория                                | Результат |
| ---- | --------------- | ---------------------------------------- | --------- |
| 2009 | 2NE1            | Новичок года                             | Номинация |
| 2009 | «I Don’t Care»  | Лучшая R&B и соул песня                  | Номинация |
| 2011 | To Anyone       | Лучший танцевальный и электронный альбом | Победа    |
| 2012 | «I Am the Best» | Лучшая танцевальная и электронная песня  | Победа    |

## Korean Popular Culture & Arts Award
| Год  | Работа | Награда                  | Результат |
| ---- | ------ | ------------------------ | --------- |
| 2012 | 2NE1   | Награда премьер-министра | Победа    |

## Melon Music Awards
| Год  | Работа            | Категория                     | Результат |
| ---- | ----------------- | ----------------------------- | --------- |
| 2009 | 2NE1              | Новичок года                  | Победа    |
| 2009 | 2NE1              | Bonsang Award (Top 10)        | Победа    |
| 2010 | «Go Away»         | Песня месяца (октябрь)        | Победа    |
| 2010 | 2NE1              | Bonsang Award (Top 10)        | Победа    |
| 2010 | 2NE1              | Исполнитель года              | Номинация |
| 2010 | 2NE1              | Лучше всех одетый исполнитель | Номинация |
| 2010 | To Anyone         | Альбом года                   | Победа    |
| 2010 | «Can’t Nobody»    | Песня года                    | Номинация |
| 2010 | «Can’t Nobody»    | Netizen’s Popular Song        | Номинация |
| 2010 | «Go Away»         | Hot Trend Song                | Номинация |
| 2011 | 2NE1              | Bonsang Award (Top 10)        | Победа    |
| 2011 | 2NE1              | Альбом года                   | Победа    |
| 2011 | «I Am the Best»   | Popular Netizen Song          | Номинация |
| 2011 | «I Am the Best»   | Песня года                    | Номинация |
| 2011 | «Lonely»          | Песня года                    | Номинация |
| 2012 | 2NE1              | Bonsang Award (Top 10)        | Победа    |
| 2012 | 2NE1              | Исполнитель года              | Номинация |
| 2012 | 2NE1              | Международный исполнитель     | Номинация |
| 2012 | «I Love You»      | Песня года                    | Номинация |
| 2013 | 2NE1              | Международный исполнитель     | Номинация |
| 2014 | 2NE1              | Bonsang Award (Top 10)        | Победа    |
| 2014 | Crush             | Альбом года                   | Номинация |
| 2014 | «Come Back Home » | Лучшая электронная песня      | Победа    |
| 2014 | «If I Were You»   | Best R&B Song                 | Номинация |

## Mnet 20’s Choice Awards
| Year | Работа              | Категория                   | Результат |
| ---- | ------------------- | --------------------------- | --------- |
| 2009 | 2NE1                | Горячая новая звезда        | Победа    |
| 2009 | 2NE1                | Горячее исполнение          | Номинация |
| 2009 | 2NE1                | Горячая летняя популярность | Номинация |
| 2009 | «Lollipop»          | Hot CF Star                 | Победа    |
| 2009 | «Fire»              | Горячая онлайн песня        | Победа    |
| 2009 | Очки «I Don’t Care» | Стиль женской группы        | Номинация |
| 2013 | CL                  | Стиль 20’s                  | Победа    |

## Mnet Asian Music Awards
| Год  | Работа                    | Категория                                       | Результат |
| ---- | ------------------------- | ----------------------------------------------- | --------- |
| 2009 | 2NE1                      | Лучший новый исполнитель (женщина)              | Победа    |
| 2009 | 2NE1                      | Награда муз портала                             | Победа    |
| 2009 | «I Don’t Care»            | Лучшая танцевальная музыка                      | Номинация |
| 2009 | «I Don’t Care»            | Песня года                                      | Победа    |
| 2009 | «Fire»                    | Лучшее видео                                    | Победа    |
| 2010 | 2NE1                      | Лучшее видео года                               | Победа    |
| 2010 | 2NE1                      | Исполнитель года                                | Победа    |
| 2010 | To Anyone                 | Альбом года                                     | Победа    |
| 2010 | «Can’t Nobody»            | Лучшее танцевальное исполнение (женщины)        | Номинация |
| 2010 | «Can’t Nobody»            | Лучшее видео                                    | Победа    |
| 2010 | «Can’t Nobody»            | Песня года                                      | Номинация |
| 2010 | «You and I (Park Bom)»    | Best Digital Single                             | Победа    |
| 2011 | «Lonely»                  | Best Vocal Performance Group                    | Победа    |
| 2011 | 2NE1                      | Лучшая женская группа                           | Номинация |
| 2011 | 2NE1                      | Исполнитель года                                | Номинация |
| 2011 | «I Am the Best»           | Лучшее танцевальное исполнение — женская группа | Номинация |
| 2011 | «I Am the Best»           | Песня года                                      | Победа    |
| 2011 | 2NE1                      | Альбом года                                     | Номинация |
| 2012 | «I Love You»              | Лучшая женская группа                           | Номинация |
| 2012 | «I Love You»              | Лучшая международная женская группа             | Номинация |
| 2013 | 2NE1                      | Исполнитель года                                | Номинация |
| 2013 | «Falling In Love»         | Лучшая женская группа                           | Номинация |
| 2013 | «The Baddest Female» (CL) | Лучшее танцевальное исполнение — женское соло   | Победа    |
| 2014 | «Come Back Home»          | Лучшая женская группа                           | Номинация |
| 2014 | 2NE1                      | Исполнитель года                                | Номинация |

## MTV Daum Music Fest
| Год  | Работа | Категория        | Результат |
| ---- | ------ | ---------------- | --------- |
| 2011 | 2NE1   | Исполнитель года | Победа    |

## MTV IGGY
| Год  | Работа | Категория                  | Результат |
| ---- | ------ | -------------------------- | --------- |
| 2011 | 2NE1   | Лучшая новая группа в мире | Победа    |
| 2013 | 2NE1   | Песня лета 2013            | Победа    |

## MTV Video Music Awards Japan
| Год  | Работа          | Категория                | результат |
| ---- | --------------- | ------------------------ | --------- |
| 2012 | «I Am the Best» | Лучший новый исполнитель | Победа    |

## MYX Music Awards
| Год  | Работа       | Категория           | Результат |
| ---- | ------------ | ------------------- | --------- |
| 2010 | «Fire»       | Международное видео | Номинация |
| 2011 | «Go Away»    | K-pop Видео         | Победа    |
| 2012 | «Lonely»     | K-pop Видео         | Номинация |
| 2013 | «I Love You» | K-pop Видео         | Номинация |

## Philippine K-Pop Awards
| Год  | Работа         | Категория                | Результат |
| ---- | -------------- | ------------------------ | --------- |
| 2009 | 2NE1           | Лучший новый исполнитель | Победа    |
| 2010 | 2NE1           | Лучшая женская группа    | Победа    |
| 2010 | «Can’t Nobody» | Песня года               | Номинация |
| 2010 | «Lonely»       | Песня года               | Номинация |
| 2010 | 2NE1           | Альбом года              | Номинация |

## Philippines Kpop Convention
| Год  | Работа      | Категория                | Результат |
| ---- | ----------- | ------------------------ | --------- |
| 2011 | 2NE1        | Лучштй K-pop исполнитель | Победа    |
| 2012 | 2NE1        | Лучшая женская группа    | Победа    |
| 2012 | Сандара Пак | Hottest Female Artist    | Победа    |
| 2013 | CL          | Hottest Female Artist    | Победа    |

## O Music Awards
| Год  | Работа | Категория                | Результат |
| ---- | ------ | ------------------------ | --------- |
| 2012 | 2NE1   | Фанбаза FTW (Blackjacks) | Номинация |

## Rhythmer Awards
| Год  | Работа         | Категория            | Результат |
| ---- | -------------- | -------------------- | --------- |
| 2009 | 2NE1           | R&B исполнитель года | Победа    |
| 2009 | 2NE1           | Новичок года         | Победа    |
| 2009 | 2NE1           | R&B альбом года      | Номинация |
| 2009 | «I Don’t Care» | R&B сингл года       | Номинация |

## SBS MTVBest of the Best
| Год  | Работа | Категория             | Результат |
| ---- | ------ | --------------------- | --------- |
| 2011 | 2NE1   | Исполнитель года      | Номинация |
| 2011 | 2NE1   | Лучшее женское видео  | Победа    |
| 2011 | 2NE1   | Женская группа (Live) | Номинация |
| 2013 | 2NE1   | Лучшая женская группа | Номинация |
| 2013 | CL     | Лучшее женское соло   | Номинация |

## SBS PopAsia Awards
| Год  | Работа | Категория             | Результат |
| ---- | ------ | --------------------- | --------- |
| 2012 | 2NE1   | Лучшая женская группа | Победа    |

## Seoul Music Awards
| Год  | Работа | Категория        | Результат |
| ---- | ------ | ---------------- | --------- |
| 2009 | 2NE1   | Bonsang Award    | Номинация |
| 2009 | 2NE1   | Popularity Award | Номинация |
| 2010 | 2NE1   | Popularity Award | Номинация |
| 2012 | 2NE1   | Bonsang Award    | Победа    |

## Singapore E-Awards
| Год  | Работа | Категория                              | Результат |
| ---- | ------ | -------------------------------------- | --------- |
| 2013 | 2NE1   | Самый популярный корейский исполнитель | Номинация |

## So-loved Awards
| Год  | Работа           | Категория             | Результат |
| ---- | ---------------- | --------------------- | --------- |
| 2011 | 2NE1             | Лучшая женская группа | Победа    |
| 2012 | 2NE1             | Best Female Band      | Победа    |
| 2012 | «Scream»         | Лучший мини-альбом    | Победа    |
| 2013 | 2NE1             | Лучшая женская группа | Победа    |
| 2014 | 2NE1             | Лучшая женская группа | Победа    |
| 2014 | «Come Back Home» | Лучшее видео          | Номинация |

## Soompi Gayo Awards
| Год  | Работа            | Категория                | Результат |
| ---- | ----------------- | ------------------------ | --------- |
| 2009 | 2NE1              | Мини-альбом года         | Победа    |
| 2009 | I Don’t Care      | Топ-20 песен 2009        | Победа    |
| 2009 | 2NE1              | Лучший новичок           | Победа    |
| 2010 | 2NE1              | Лучшая женская группа    | Номинация |
| 2010 | 2NE1              | Исполнитель топ-10       | Победа    |
| 2010 | «Clap Your Hands» | Топ-20 песен 2010        | Победа    |
| 2010 | To Anyone         | Альбом года              | Победа    |
| 2011 | 2NE1              | Исполнитель года         | Победа    |
| 2011 | 2NE1              | Исполнитель топ-10       | Победа    |
| 2011 | 2NE1              | Лучшая женская группа    | Номинация |
| 2011 | 2NE1              | Мини-альбом года         | Победа    |
| 2011 | «Ugly»            | Топ-50 песен 2011        | Победа    |
| 2012 | «I Love You»      | Топ-50 песен 2012        | Победа    |
| 2012 | «I Love You»      | Лучший цифровой сингл    | Победа    |
| 2012 | 2NE1              | Исполнитель Топ-10       | Победа    |
| 2013 | 2NE1              | Лучшая женская группа    | Победа    |
| 2013 | 2NE1              | Лучший сценический наряд | Номинация |
| 2013 | 2NE1              | Исполнитель года         | Номинация |
| 2013 | Blackjacks        | Лучший фандом            | Номинация |

## Space Shower Music Video Awards
| Год  | Работа | Категория            | Результат |
| ---- | ------ | -------------------- | --------- |
| 2012 | 2NE1   | 50 лучших работ 2011 | Номинация |

## Style Icon Awards
| Год  | Работа | Категория                   | Результат |
| ---- | ------ | --------------------------- | --------- |
| 2009 | 2NE1   | Лучший исполнитель (женск.) | Победа    |
| 2010 | 2NE1   | Лучший исполнитель (женск.) | Победа    |
| 2011 | 2NE1   | Лучший исполнитель (женск.) | Номинация |
| 2012 | 2NE1   | World Dominators            | Номинация |

## Yahoo! Asian Buzz Awards
| Год  | Работа | Категория             | Результат |
| ---- | ------ | --------------------- | --------- |
| 2009 | 2NE1   | Top Buzz Star: Женск. | Номинация |
| 2010 | 2NE1   | Top Buzz Star: Женск. | Номинация |

## Youtube Kpop Awards
| Год  | Работа          | Категория                                   | Результат |
| ---- | --------------- | ------------------------------------------- | --------- |
| 2011 | «I Am the Best» | Топ-3 самых просматриваемых видео (2 место) | Победа    |

## You2play Award
| Год  | Работа            | Категория              | Результат |
| ---- | ----------------- | ---------------------- | --------- |
| 2014 | 2NE1              | Азиатский исполнитель  | Номинация |
| 2014 | «Falling In Love» | Лучшее азиатское видео | Номинация |

## VEVOCertified Awards
| Год  | Просмотры              | Работа          | Результат |
| ---- | ---------------------- | --------------- | --------- |
| 2014 | 100 000 000 просмотров | «I Am the Best» | Победа    |

## World Music Awards
| Год  | Работа | Категория                  | Результат |
| ---- | ------ | -------------------------- | --------- |
| 2014 | 2NE1   | Лучшая мировая песня       | Номинация |
| 2014 | 2NE1   | Лучшее мировое выступление | Номинация |
| 2014 | 2NE1   | World’s Best Video         | Номинация |
| 2014 | 2NE1   | Лучшее мировое видео       | Номинация |

## Награды музыкальных программ

### Music Bank
| Год  | Дата        | Песня           |
| ---- | ----------- | --------------- |
| 2009 | 17 июля     | «I Don’t Care»  |
| 2009 | 24 июля     | «I Don’t Care»  |
| 2009 | 31 июля     | «I Don’t Care»  |
| 2009 | 7 августа   | «I Don’t Care»  |
| 2009 | 14 августа  | «I Don’t Care»  |
| 2010 | 17 сентября | «Can’t Nobody»  |
| 2010 | 24 сентября | «Go Away»       |
| 2010 | 1 октября   | «Go Away»       |
| 2011 | 5 августа   | «I Am the Best» |

### Inkigayo
| Год  | Дата        | Песня                |
| ---- | ----------- | -------------------- |
| 2009 | 14 июня     | «Fire»               |
| 2009 | 21 июня     | «Fire»               |
| 2009 | 26 июля     | «I Don’t Care»       |
| 2009 | 2 августа   | «I Don’t Care»       |
| 2009 | 9 августа   | «I Don’t Care»       |
| 2010 | 19 сентября | «Can’t Nobody»       |
| 2010 | 26 сентября | «Can’t Nobody»       |
| 2010 | 3 октября   | «Can’t Nobody»       |
| 2010 | 10 октября  | «Go Away»            |
| 2011 | 29 мая      | «Lonely»             |
| 2011 | 17 июля     | «I Am the Best»      |
| 2011 | 7 августа   | «Ugly»               |
| 2011 | 14 августа  | «Ugly»               |
| 2013 | 9 июня      | «The Baddest Female» |
| 2013 | 21 июля     | «Falling in Love»    |
| 2013 | 1 декабря   | «Missing You»        |
| 2013 | 8 декабря   | «Missing You»        |
| 2014 | 16 марта    | «Come Back Home»     |

### M! Countdown
| Год  | Дата        | Песня             |
| ---- | ----------- | ----------------- |
| 2009 | 23 июля     | «I Don’t Care»    |
| 2009 | 6 августа   | «I Don’t Care»    |
| 2009 | 13 августа  | «I Don’t Care»    |
| 2009 | 20 августа  | «I Don’t Care»    |
| 2010 | 16 сентября | «Clap Your Hands» |
| 2010 | 23 сентября | «Can’t Nobody»    |
| 2010 | 30 сентября | «Can’t Nobody»    |
| 2010 | 7 октября   | «Can’t Nobody»    |
| 2011 | 4 августа   | «Ugly»            |
| 2013 | 18 июля     | «Falling in Love» |
| 2013 | 15 августа  | «Do You Love Me»  |
| 2013 | 28 ноября   | «Missing You»     |
| 2013 | 5 декабря   | «Missing You»     |
| 2014 | 20 марта    | «Come Back Home»  |
| 2014 | 27 марта    | «Come Back Home»  |

### Show! Music Core
| Год  | Дата      | Песня             |
| ---- | --------- | ----------------- |
| 2013 | 20 июля   | «Falling in Love» |
| 2013 | 30 ноября | «Missing You»     |